# Badminton Open Saarbrücken 2006
Die Bitburger Open 2006 (offiziell Bitburger SaarLorLux Open 2006) im Badminton fanden vom 24. bis zum 29. Oktober 2006 in Saarbrücken statt. Das Preisgeld betrug 50.000 US-Dollar, was dem Turnier zu einem Zwei-Sterne-Status im World Badminton Grand Prix 2006 verhalf.

## Austragungsort
Saarlandhalle, Saarbrücken

## Sieger und Platzierte
| Disziplin    | Gold                                 | Silber                            | Bronze                               |
| ------------ | ------------------------------------ | --------------------------------- | ------------------------------------ |
| Herreneinzel | Ronald Susilo                        | Lee Yen Hui Kendrick              | Kasper Ødum                          |
| Herreneinzel | Ronald Susilo                        | Lee Yen Hui Kendrick              | Kashyap Parupalli                    |
| Dameneinzel  | Xu Huaiwen                           | Maria Kristin Yulianti            | Petra Overzier                       |
| Dameneinzel  | Xu Huaiwen                           | Maria Kristin Yulianti            | Wang Linling                         |
| Herrendoppel | Michał Łogosz Robert Mateusiak       | Joko Riyadi Hendra Gunawan        | Mathias Boe Joachim Fischer Nielsen  |
| Herrendoppel | Michał Łogosz Robert Mateusiak       | Joko Riyadi Hendra Gunawan        | Eng Hian Rian Sukmawan               |
| Damendoppel  | Jiang Yanmei Li Yujia                | Endang Nursugianti Rani Mundiasti | Carina Mette Birgit Overzier         |
| Damendoppel  | Jiang Yanmei Li Yujia                | Endang Nursugianti Rani Mundiasti | Kathrin Piotrowski Michaela Peiffer  |
| Mixed        | Robert Mateusiak Nadieżda Kostiuczyk | Hendri Kurniawan Saputra Li Yujia | Devin Lahardi Fitriawan Tetty Yunita |
| Mixed        | Robert Mateusiak Nadieżda Kostiuczyk | Hendri Kurniawan Saputra Li Yujia | Daniel Shirley Joanne Quay           |

## Finalergebnisse
| Disziplin    | Sieger                               | Finalist                          | Ergebnis         |
| ------------ | ------------------------------------ | --------------------------------- | ---------------- |
| Herreneinzel | Ronald Susilo                        | Lee Yen Hui Kendrick              | 21-11 21-6       |
| Dameneinzel  | Xu Huaiwen                           | Maria Kristin Yulianti            | 21-17 21-17      |
| Herrendoppel | Michał Łogosz Robert Mateusiak       | Joko Riyadi Hendra Gunawan        | 21-13 21-13      |
| Damendoppel  | Jiang Yanmei Li Yujia                | Endang Nursugianti Rani Mundiasti | 21-11 21-19      |
| Mixed        | Robert Mateusiak Nadieżda Kostiuczyk | Hendri Kurniawan Saputra Li Yujia | 22-24 21-16 21-8 |